# Simulium inflatum
Simulium inflatum är en tvåvingeart som först beskrevs av Rubtsov 1951.  Simulium inflatum ingår i släktet Simulium och familjen knott. Inga underarter finns listade i Catalogue of Life.